# فاياليت
فاياليت هو معدن غني بالحديد ويحوي على السيليكات.

## نيبيليت
نيبيليت (Knebelite) هو معدن مكون من السيليكات, اختلاف نوعي للفايالايت في وجود المنجنيز بهذه الصيغة (Fe,Mn)2SiO4. تكون بلورة خضراء داكنة بنظام بلوري معيني قائم . توجد في السويد كما توجد في جنوب أفريقيا، روسيا، كولومبيا البريطانية، ولايتي نيوهامشير, ورود آيلاند الأمريكيتين.

## وصلات خارجية
- Mindat locality info